# Велки Беранов
Велки Беранов (чеш. Velký Beranov) је насељено мјесто са административним статусом сеоске општине (чеш. obec) у округу Јихлава, у крају Височина, Чешка Република.

## Становништво
Према подацима о броју становника из 2014. године насеље је имало 1.264 становника.